# Card Player
Pour plus de détails, voir Fiche technique et Distribution.
Card Player (Il cartaio) est un giallo italien réalisé par Dario Argento et sorti en 2004.
Le film se situe à Rome. Il montre le jeu du chat et de la souris entre la police et un joueur de poker tuant ses victimes au terme de parties jouées en ligne. L'inspecteur Anna Mari enquête à l'aide d'un agent britannique d'Interpol et d'un jeune joueur surdoué.

## Synopsis
La policière romaine Anna Mari reçoit un courriel dans lequel un inconnu la met au défi de participer à une partie de poker en ligne. L'enjeu est la vie d'une touriste britannique enlevée. Si l'inconnu gagne, il la tue. Pour illustrer sa demande, il transmet l'image de sa victime avec une webcam. Le patron d'Anna refuse de jouer à un tel jeu. La jeune Britannique meurt alors. John Brennan, un ancien policier originaire du pays de la défunte, qui travaille désormais à l'ambassade, apprend le meurtre et reprend l'affaire avec Anna.
Peu de temps après, le meurtrier se présente avec une nouvelle victime. Cette fois, la police se laisse prendre au jeu de poker. Le collègue d'Anna, Carlo Sturni, perd cependant et la deuxième fille meurt également. Les informaticiens tentent en vain de retrouver la trace du criminel sur Internet et John examine les vidéos à la recherche d'indices sur l'endroit où se trouve le meurtrier. Lorsque ce dernier se présente pour une troisième partie, Anna et John viennent de découvrir dans une salle d'arcade un adolescent, Remo, qui joue au poker avec beaucoup de succès. Ils l'engagent pour la partie suivante. Alors que Remo vient de gagner la première manche, la jeune fille se libère, mais se fait tout de même tuer.
John et Anna se rapprochent. Elle lui raconte que son père était un joueur avant de se suicider. Alors qu'Anna est de nouveau seule à la maison, le criminel l'agresse, mais parvient à s'enfuir sans être reconnu. Peu après, la situation s'aggrave dramatiquement lorsque le chef de la police apprend que la prochaine partie de poker concerne sa fille Lucia. Cette fois-ci, Remo réussit son coup et Lucia est effectivement libérée. Mais le meurtrier tue ensuite Remo alors que celui-ci suit une femme séduisante à travers la ville.
Un canon qu'il a entendu en arrière-plan lors d'une vidéo fournit à John l'indice que la vidéo n'était pas en direct, mais qu'elle a été enregistrée trois heures plus tôt. Une fois que John a trouvé la cachette du coupable, il tombe dans un piège et se fait empaler. Anna rejoint son collègue Carlo dans la voiture pour se rendre sur les lieux du crime. Mais grâce aux graines de plantes qui se trouvaient dans les cadavres et qui sont maintenant visibles sur la banquette arrière, elle se rend soudain compte qu'elle est assise à côté du meurtrier. Carlo l'attache, ainsi que lui-même, à des rails de chemin de fer avec des menottes et commence sa dernière partie de poker sur son ordinateur portable. Anna se souvient d'un indice dans le manuel de son père et le surprend dans un soudain corps à corps. Elle s'empare de la clef et parvient à se libérer, tandis que Carlo est écrasé par le train.

## Fiche technique
- Titre français : Card Player
- Titre original italien : Il cartaio
- Réalisateur : Dario Argento
- Scénaristes : Dario Argento, Franco Ferrini
- Directeur de la photographie : Benoît Debie
- Montage : Walter Fasano
- Musique : Claudio Simonetti
- Effets spéciaux : Sergio Stivaletti
- Décors : Marina Pinzuti (it), Massimo Antonello Geleng
- Costumes : Patrizia Chericoni, Florence Emir
- Maquillage : Bernadette Grampa, Raffaella Ragazzi
- Producteurs : Dario Argento, Claudio Argento
- Budget : 2 000 000 € (estimation)
- Sociétés de production : Medusa Film, Opera Film
- Pays de production :  Italie
- Langue originale : italien
- Format : couleur – 1.85:1 – 35 mm
- Genre : Giallo, Épouvante
- Durée : 103 min
- Date de sortie : 
  - Italie : 2 janvier 2004
  - France : 24 mai 2005 (DVD)
- interdit aux moins de 12 ans

## Distribution
- Stefania Rocca : Anna Mari
- Liam Cunningham : John Brennan
- Silvio Muccino : Remo
- Claudio Santamaria : Carlo Sturni
- Adalberto Maria Merli : le questeur
- Fiore Argento : Lucia Marini
- Cosimo Fusco : Berdarelli
- Giovanni Visentin (it) : chef de la C.I.D.
- Luis Molteni (it) : le pathologiste
- Elisabetta Rocchetti : la deuxième victime
- Vera Gemma : la troisième victime
- Mia Benedetta (it) : Francesca
- Pier Maria Cecchini (it) : le chef de l'unité mobile
- Micaela Pignatelli : Terzi
- Carlo Gabardini (it) : premier anti-hacker
- Alessandro Mistichelli : deuxième anti-hacker
- Francesco Guzzo : troisième anti-hacker

## Production
L'idée du film est venue à Dario Argento à la suite d'un séjour à Londres où il a constaté le nombre important de joueurs de vidéo-poker. Au départ, le film était censé être une suite du Syndrome de Stendhal, le précédent film de Dario Argento avec sa fille Asia : le personnage d'Anna Manni, interprété par Asia Argento, devait apparaître dans le film. On estime qu'un budget d'environ 2 millions d'euros a été engagé pour le film.
La fin originale du premier scénario devait être différente : le coupable devait être le commissaire, mais pendant le tournage, la production a exigé que la fin soit modifiée afin de ne pas nuire à l'image de la police. Pour son équipe, Dario Argento a fait appel au chef opérateur Benoît Debie de par son intérêt pour l'esthétique du cinéma belge et sa capacité à créer de nouvelles atmosphères naturelles en dépit de faibles moyens financiers.

### Tournage
À la suite du refus de l'actrice Asia Argento de participer au film de son père, le scénario a été réécrit et le décor déplacé de Venise à Rome. Le film a été presque entièrement tourné dans le centre de la ville de Rome, à l'exception des séquences tournées en studio. Le Complesso del Buon Pastore (siège du commissariat), situé dans le quartier de Gianicolense, et la colline du Janicule (Passeggiata del Gianicolo et Via Garibaldi) sont reconnaissables. La cachette du Cartaio est située Viale delle Mura Aurelie. La Via Giacinto Carini mentionnée dans le film existe réellement et se trouve dans le quartier de Gianicolense, également connu sous le nom de Monteverde.
Parmi les acteurs, si Asia ne participe pas au film, Fiore Argento retrouve ici son père qui l'avait déjà dirigé dans la scène d'introduction de Phenomena, et un tout petit rôle non crédité dans Trauma.

## Exploitation
En Italie, le film a rapporté environ 2,713 millions d'euros, ce qui s'est avéré être un four compte tenu de son budget de départ d'environ 2 millions d'euros.

### Accueil critique
Le film a reçu des critiques majoritairement négatives. Selon l'agrégateur de critiques anglophones Rotten Tomatoes, Il Cartaio a reçu une note de 20% sur la base de 10 critiques. Davide Morena de Mymovies lui a plutôt attribué 2 étoiles, déclarant : « Parler d'un scénario faible est un euphémisme pour paraphraser qu'il est en fait inexistant : le film n'est non seulement pas effrayant, mais il est si banal et décousu qu'il n'a jamais déclenché la moindre tension. La deuxième étoile n'est attribuée que par respect ».
Dario Argento s'est déclaré surpris que l'accueil pour son film soit néanmoins meilleur en Italie : « De manière quelque peu inattendue pour moi, Card Player a été plébiscité par la critique en Italie. À l'exception de quelques noms qui ont toujours défendu mon travail (comme Stefano Della Casa), c'était vraiment une nouveauté ». Pour Guillemette Olivier-Odicino dans Télérama, « Fallait-il qu'il soit désargenté Argento, pour commettre ce polar qui réussit à être à la fois putassier et totalement plat. Pour être dans le vent, le réalisateur des Frissons de l'angoisse s'est mis au high-tech ». Pour Benedict Arellano de Tortillapolis : « alternant travaux pour la télévision et pour le cinéma, Dario Argento transforme petit à petit sa filmographie en repaire à séries Z ». Pour Jean-Baptiste Herment d'Écran large, « Argento refuse le gore et les élans baroques qui ont fait sa gloire, chose que beaucoup ne lui pardonnent pas : certains critiques ont comparé son film de façon injuste à Derrick et Navarro ! [...] Si l'on est d'accord pour dire qu'Argento se cherche depuis quelques films, on y trouve toujours quelques furtifs éclairs de génie qui le placent toujours au-dessus de n'importe quel faiseur lambda. Son dernier opus n'échappe pas à la règle ».